# Mugen Souls
Mugen Souls (圧倒的遊戯 ムゲンソウルズ) est un jeu vidéo de rôle développé par la société japonaise Compile Heart et édité par NIS America sur PlayStation 3 en 2012.

## Accueil
- Famitsu : 31/40[1]

## Série
1. Mugen Souls
2. Mugen Souls Z : 2013, PlayStation 3